# 内田敦子
内田 敦子（うちだ あつこ、1986年12月5日 - ）は、日本のフリーアナウンサー、ニュースキャスター、コラムニスト。セント・フォース所属。元東日本放送アナウンサー。セガ社員。

## 略歴
埼玉県川口市出身。中央大学文学部英米文学科卒業後の2009年4月、東日本放送に入社。
2012年3月に東日本放送を退社。同年4月よりセント・フォース所属のフリーアナウンサーとして活動。
2012年10月より Oha!4 NEWS LIVE（日テレNEWS24（CS）制作、日本テレビ系列）にレギュラー出演していた（2022年9月30日まで）。
2019年6月26日に自身のYouTubeチャンネル『うちだのおうち/内田敦子』を開設。主にゲーム実況チャンネルとして動画配信、ライブ配信を行っている。
2023年7月1日より株式会社セガに入社、正社員となったことをインスタグラムで報告。メディア活動や配信活動はセント・フォースと業務提携をしながら継続している。

## 人物
- 兄がいる[6]。
- 好きな漫画は『ジョジョの奇妙な冒険』[7][8]。
- 学生時代にマルタ共和国等ヨーロッパの国々にホームステイの経験がある。
- 掃除、漫画、料理、ゲーム、読書、独り行動、が趣味である。
- 資格は普通自動車免許と漢字検定2級と書道5段を取得している。
- 自分の性格については「明るい根暗、興味を持ったものにすぐのめり込む、笑い声が大きい」と分析している[9]。
- 座右の銘は「人生は一度きり」。「一人の囚人は壁を見ていた。もう一人の囚人は鉄格子からのぞく星を見ていた。あたしはどっちだ?」（漫画『ジョジョの奇妙な冒険』第6部より）※Oha!4キャスタープロフィールに記載。[10]
- ももいろクローバーZのファンであることを明かしており、番組での共演経験もある。
- 絵を描くのが好きで、絵画教室に通っている[11][12][13][14]。

## エピソード
- 幼少時、公園で4人乗りの箱ブランコで遊んでいる時に、誤ってブランコの床と地面に頭を挟まれる事故に遭い、救急車で搬送されMRI検査を受けたことがある。幸い大事には至らなかったが、のちにその時の出来事を「今思えばそこから私の人格が変わったような気がします」と自虐的なネタにしている[15]
- 自他ともに認める漫画好きである。特に集英社が発行している少年誌に思い入れが強い。また、集英社本社にも只ならぬ偏愛を見せており、千代田区一ツ橋界隈で仕事（ロケなど）があると、帰路につく前にわざわざ集英社ビルを聖地巡礼するほどである[16]。

「Vジャンプ」2023年4月特大号掲載作品『ビクトリー・アサダの超一流への道!!!』（作画：カサイユージ）に内田が取り上げられ、写真とともにデフォルメされたキャラクターとして登場。これまでの人生が描かれた。漫画掲載にあたり事前に編集者らと打ち合わせを行うが、その取材場所は“聖地”集英社と指定した。また、取材後にはジャンプ編集部を見学させて貰い、感激を隠せなかった。これまでの集英社への熱意が実を結び、「Vジャンプ」2023年9月特大号より連載コラム「うちだのおにわ」を開始する。

## 出演番組
太字は、出演中。

### 学生時代
- 「BSフジNEWS」第13期女子大生キャスター（2007年7月 - 2008年1月、BSフジ） - 水曜日担当

### 東日本放送時代
- ベガchan!（2010年3月 - 2011年3月）- ベガルタ仙台応援番組。ナレーション担当
- おすすめ5ch!（番宣番組）
- KHBニュース
- 朝だ!生です旅サラダ（朝日放送制作、テレビ朝日系列） - 宮城県からの中継リポーター

### セント・フォース時代
- 日テレNEWS24（2012年4月1日 - 9月28日、CS日本） - キャスター。金曜・日曜午後担当[19]
- notty★LIVE 7時間!（NOTTV）
- BSイレブン競馬中継[20]（2014年1月5日 - 2016年12月25日、BS11） - 日曜日担当
- Oha!4 NEWS LIVE（ 2012年8月27日 - 8月28日[21]、2012年10月1日 - 2022年9月30日[22]、日テレNEWS24・日本テレビ系列）
- 桃色つるべ〜お次の方どうぞ〜 #155（2018年3月16日、関西テレビ放送[23]）
- eGG（2020年10月27日、日本テレビ[24] 2021年11月16日）
- 2022 ジャパンダートダービー生中継（2022年7月、BS11）アシスタント
- うまDOKI（2022年8月13日・11月5日、KBS京都）
- ももクロChanと！冬の推し活うるおいSP（2023年1月29日、テレビ朝日） - MC[25]
- ももクロちゃんと!（2023年2月11日 - 4月1日、テレビ朝日） - MC
- ぶいあーる！〜VTuberの音楽Radio（2023年4月9日 - 、NHK-FM） - MC[26]

## イベント・インターネット番組

### 漫画関連
- ジョジョの奇妙な冒険　関連本4冊同時発売記念「ジョジョの奇妙な問題」に答えよう！（2022年12月19日、ジャンプチャンネル公式YouTube番組） - MC

### ゲーム関連
- 東京eスポーツフェスタ2020（2020年1月11日・12日、東京ビッグサイト） - アシスタントMC[27]
- 本日開店！スクエニ商店（2020年9月 - 、スクウェア・エニックス公式YouTube番組）
- 「プレイステーション presents ライムスター宇多丸とマイゲーム・マイライフ」（第203回：2021年2月18日・第204回：2021年2月25日、TBSラジオ）
- 今からでも間に合うNieRシリーズ（2021年5月、スクウェア・エニックス公式YouTube番組） - 不定期
- ドラゴンクエスト 35周年記念特番（2021年5月、スクウェア・エニックス公式YouTube番組）[28]
- 今からでも間に合う！『NieR Re[in]carnation』ハーフアニバーサリー直前SP（2021年8月〈#1 - #3〉、スクウェア・エニックス公式YouTube番組）
- ドラゴンボールザブレイカーズ世界最速ゲームプレイ番組（2021年11月27日、バンダイナムコエンターテインメント公式YouTube番組）
- 三上悠亜と龍が如く好きたちで忘年会SP（2021年12月19日、SEGA公式tiktok） - 生配信
- 龍が如く 超トークステージ（2022年4月29日、ニコニコ超会議内イベント）[29]
- セガにゅー 第11回（2022年4月29日、SEGA公式YouTube番組）[30]
- 「ドラゴンクエストけしケシ」新CM発表会（2022年5月22日） - イベントMC[31]
- 龍が如くスタジオ新作発表会（2022年9月14日） - イベントMC
- ドラゴンボールザブレイカーズオープンβテスト直前配信特番（2022年9月21日、バンダイナムコエンターテインメント公式YouTube番組）
- Nintendo Live 2022「勝ち抜き！マリオ道場」ブースDay1・Day2（2022年10月8日・9日） - イベントMC[32]
- 狩野英孝のクリティカノヒット 初生配信 Xmasスペシャル（2022年12月23日、スクウェア・エニックス公式YouTube番組）
- 「シアトリズム ファイナルバーライン」発売記念ランキング上位曲 全部演奏するまで終われない生配信！（2023年2月18日、スクウェア・エニックス公式YouTube番組） - MC
- SBI Neo festival NEXUM 2023 Apex Legends（2023年3月4日） - メタバーズ内eスポーツ大会。内田つなAimチーム選手として出場
- ディズニーゲームワールド（2023年3月＃3・2023年4月＃4、ディズニーゲーム公式YouTubeチャンネル）
- RGG SUMMIT SUMMER 2023／龍が如くスタジオ新作発表会（2023年6月17日） - イベントMC
- 龍スタTV（2023年7月5日、龍が如くスタジオ公式Youtube番組）

### 競馬関連
- 美味しい競馬（2020年6月 - 、テレ朝動画）#4 - #6・#9 - #33・#89 - #90・#111 - #112・#117 - #118
- ウマきゅん（2022年11月4日、TCK公式YouTube番組)  - オンラインイベント
- 有馬記念2022・枠順抽選会同時視聴ライブ（2022年12月22日、netkeiba ネットケイバ公式YouTube番組）
- 競馬中継【東京大賞典（大井）2022】（2022年12月29日、netkeiba ネットケイバ公式YouTube番組）[33]
- 競馬中継【帝王賞(大井) 2023】（2023年6月28日、netkeibaネットケイバ公式YouTube番組）[34]

### バラエティ
- Musée du ももクロ（2022年3月 - 、テレ朝動画）[35]#140・#153 - #158・#162 - #165・#174 - #177

### 表彰イベント
- ＃Twitterトレンド大賞2018（2018年12月26日） - 進行役

## 連載
- スポニチ 競馬G1シリーズ コラム（2018年秋 - 2019年冬） - 新聞コラム。不定期掲載
- うちだのおにわ（2023年7月〈2023年9月特大号〉 - 、Vジャンプ、集英社） - 連載コラム[36]

## グッズ
- 内田敦子×OKADA×ヴィレッジヴァンガード（ヴィレッジヴァンガード 2023年８月）[37]

## 書籍
- 原色美人キャスター大図鑑2022（文藝春秋 ムック本 2022年1月）
- ビクトリー・アサダの超一流への道！！！（Vジャンプ2023年4月特大号、集英社、作：ビクトリー・アサダ、画：カサイユージ） - 内田をモデルとした漫画作品

## その他
- 映画「ヒロイン失格」（2015年9月15日、ワーナーブラザーズ映画） - 女子高生 役
- 映画「ドラゴンクエスト ユア・ストーリー」（2018年8月2日、東宝） - サラボナの村人/母親 役（2役） - 声の出演
- any SiS 2019 A/W COLLECTION（2019年9月） - カタログモデル
- 内田敦子の装い方程式（ 2022年3月、日経クロスウーマン（web版）） - WEB記事

## 配信活動歴
2019年
- 6月26日、YouTubeチャンネル『うちだのおうち/内田敦子』開設[38]。以前よりゲーム実況を視聴するのが好きで、楽しそうだからやってみたいと配信活動を始める[39]。アナウンサー界ではいち早くYouTubeのゲーム実況に進出した先駆け的存在。配信機材は自費で揃え動画編集サムネイル作成等、全て自身で行なっている。始めた当初は椅子もなくベッドを背もたれにして配信していたため腰を痛めてしまう[40]。

2020年
- 5月30日 チャンネル登録者数1万人突破。

2021年
- 5月11日、チャンネル登録者数5万人突破。
- 9月7日、チャンネル登録者数6万人突破。
- 9月20日、「【ウマ娘/ガチャ】天井を神回避するつもりでアグネスデジタルを引く【ウマ娘プリティーダービー】」で同時接続数1万人を記録[41]。

2022年
- 2月26日、アクションゲームは苦手と公言していたが、高難易度のいわゆる「死にゲー」に初挑戦。#01【ELDEN RING】フロムゲー完全初見で王になります【エルデンリング】は自身の動画再生回数最高の60万回再生を越えている。
- 8月24日、チャンネル登録者数8万人突破
- 12月11日、高難易度の『SEKIRO: SHADOWS DIE TWICE』をクリア。ラスボス戦は3回の配信、10時間を超える死闘に。最後は苦手としていた攻撃を華麗にかわし空中忍殺で決着という「見せるプレイ」で配信者としての意地を見せた[42]。

2023年
- 3月4日、FPSのプレイ経験は無きに等しかったが「SBI Neo festival NEXUM 2023 Apex Legends」からの出場オファーを受け選手として出場。錚々たる出場メンバーに比べ自身の未熟さ、チームメイトに迷惑をかけたくない一心から一度はオファーを断ろうとしたが、前述の座右の銘「人生は一度きり」何事も経験、と出場を決意。大会までの期間は限られていたが練習を重ねチームメイトのBobSappAim、猫汰つな、の助力もありルーキー帯からシルバー帯にランクを上げ大会を迎える。チームメイトとのスキル格差、世代間格差と懸念があったが、プレイ面ではサポート役に努め、コミュニケーション面でも本業のアナウンサー能力を駆使、臨機応変に立ち回り、FPS大会初出場は20チーム中15位で終える[43]。後日談として、大会後APEXにハマってしまった氏は、プライベートでコツコツ試合を重ね、ソロ（野良）でダイヤ帯までランクを上げる[44]。
- 5月1日、チャンネル登録者数9万人突破[45]。